# Richen
Richen ist ein Dorf im Landkreis Heilbronn in Baden-Württemberg, das seit dem 1. Dezember 1971 zu Eppingen gehört.

## Geschichte
Die älteste bekannte schriftliche Erwähnung Richens, als Grechu, geht auf die Schenkung eines Wolfbert an das Lorscher Kloster zurück und datiert, laut einer Abschrift der Schenkungsurkunde im Codex Laureshamensis, vom 3. Oktober 769. Ein Ortsadel ist von 1240 bis ins 14. Jahrhundert nachgewiesen, eine Burg (Burg Richen) 1335. Nach dem Aussterben der Herren von Richen fiel der Besitz an eine Ganerbschaft, da später die Herren von Gemmingen und die Herren von Hohenhardt mehrere Güter besaßen. Ludwig der Bayer erlaubte es 1332 der Kurpfalz, die Pfandschaften über das Reichsdorf zu erwerben. Richen liegt an einer alten Handelsstraße, die Herberg zu Richen wurde bereits 1456 in einer Urkunde von Pfalzgraf Otto I. erwähnt, hat aber zu dieser Zeit schon länger bestanden. Der heutige, auf diese Herberge zurückgehende Gasthof Löwen wurde in der zweiten Hälfte des 16. Jahrhunderts errichtet und ist heute (2023), neben dem Clubhaus des TB Richen, die letzte Gaststätte in Richen.

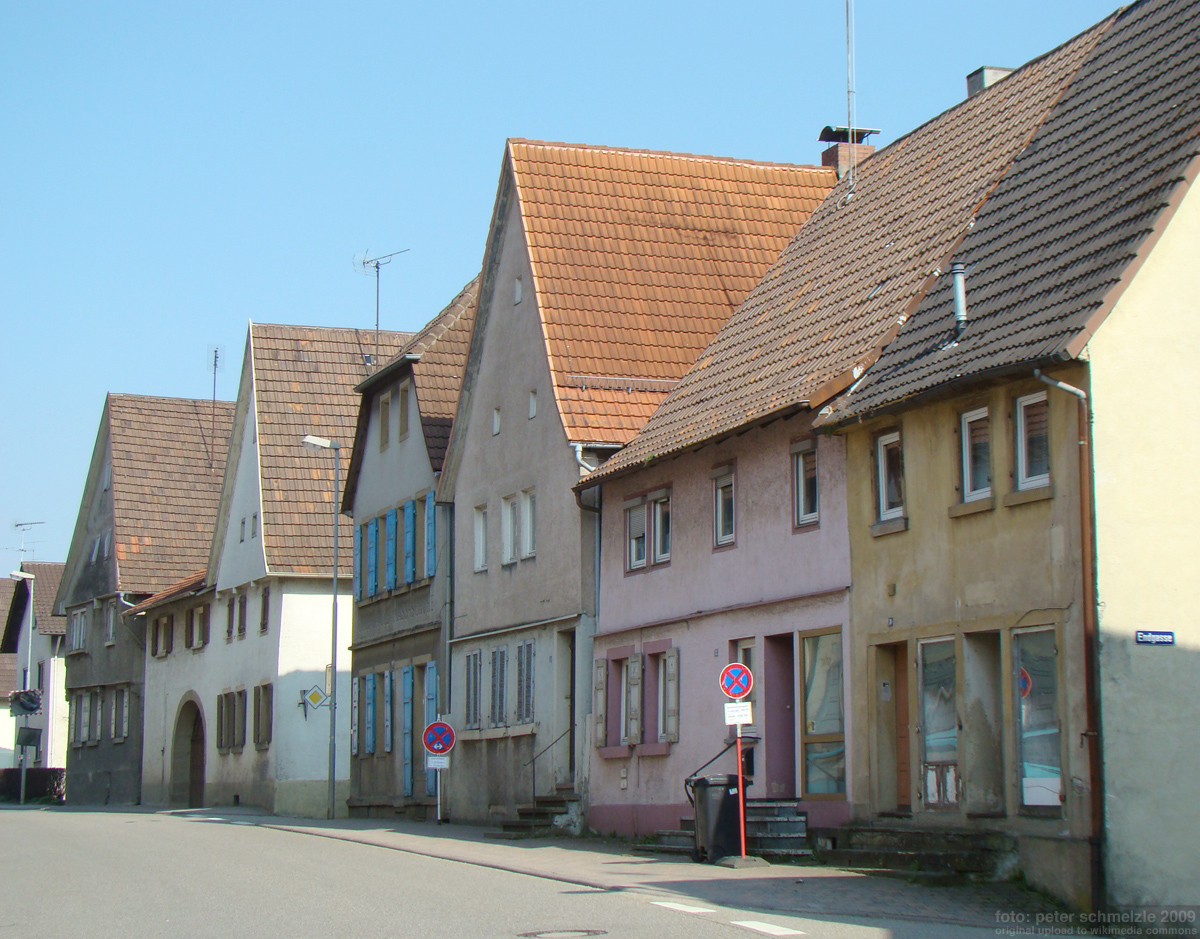
Historische Gebäudegruppe längs der Hauptstraße von Richen

Bei der Aufteilung der Kurpfalz fiel Richen 1803 an das Fürstentum Leiningen, nach dessen raschem Ende 1806 wurde der Ort eine selbstständige Gemeinde im Großherzogtum Baden. 1939 wurden 821 Einwohner gezählt, Ende 1945 waren es 925. Am 1. Dezember 1971 wurde Richen nach Eppingen eingemeindet. Richen ist ein stark landwirtschaftlich geprägter Ort. In der Ortsmitte haben sich zahlreiche historische Fachwerk-Wohn- und Wirtschaftsgebäude erhalten, allerdings besteht ein sehr großer Sanierungsbedarf.
Der Ort liegt an der 1900 eröffneten Bahnstrecke Steinsfurt–Eppingen, die im Stundentakt durch Regionalbahnen bedient wird, die zweistündlich von Heidelberg durchgebunden werden. Seit Ende 2009 ist die Strecke in das Netz der S-Bahn RheinNeckar integriert. Die Entwicklung der örtlichen Infrastruktur ist in Richen stark rückläufig. Bis auf die Bäckereifiliale an der Hauptstraße sowie den wenigen Verkaufsautomaten, befüllt mit diversen Milch- sowie Wurstwaren, neben der Ortsverwaltungsstelle gibt es keine Einkaufsmöglichkeit mehr. Das Eiscafé Calabria, das örtliche Ärztehaus und die Filiale der Volksbank Kraichgau sind geschlossen. Die Volksbankfiliale wurde durch einen Geldautomaten ersetzt.

## Religion
Die älteste in Richen erwähnte Kirche ist eine nicht näher bezeichnete Veitskapelle. 1373 wurde eine Frühmessnerei für einen Katharinen- und einen Nikolausaltar gestiftet, die sich vermutlich schon in einem steinernen Kirchenbau befanden. 1476 wurde eine neue Pfarrkirche erwähnt, die 1496 der Jungfrau Maria geweiht wurde. Durch die Reformation in der Kurpfalz 1556 wurde Richen fast vollständig lutherisch, später calvinistisch geprägt.
Nach dem Ende des ab 1685 in der Kurpfalz herrschenden Simultaneums wurde die Richener Pfarrkirche 1705 an die Katholiken abgegeben, die jedoch wegen des desolaten Zustands der Kirche 1732 bereits einen Kirchenneubau begannen, in den noch Bauteile der alten Kirche aus dem 15. Jahrhundert einflossen. Nach dem Neubau einer katholischen Kirche 1963/64 am Ortsausgang wurde die alte katholische Kirche 1966 abgerissen.
Die evangelische Gemeinde erbaute sich nach der Abgabe der historischen Kirche 1727 auf eigene Kosten eine kleine Kirche, die jedoch schon gegen Ende des 18. Jahrhunderts baufällig war. An anderer Stelle wurde daher ab 1842 die heutige evangelische Kirche errichtet, während der Bau von 1727 profaniert wurde und sich mittlerweile im Eigentum der politischen Gemeinde befindet.
Die Jüdische Gemeinde Richen entstand um 1700 und wuchs bis 1775 auf 50 Personen an. Die jüdische Gemeinde in Richen war im Gegensatz zu vielen umliegenden jüdischen Gemeinden wohlhabend, konnte 1790 eine Synagoge erbauen und zählte 1825 über 120 Personen. Von 1875 bis 1900 ging die Gemeindestärke vor allem durch Auswanderung von 103 auf 34 Personen zurück. Von den 15 im Jahr 1933 noch ansässigen Juden wanderten die meisten bis 1936 aus. Im selben Jahr wurde die Synagoge verkauft. Die letzte Richener Jüdin kam während der Deportation 1940 zu Tode. Die Synagoge wurde nach dem Krieg wegen Baufälligkeit abgerissen.

## Wappen
Beschreibung: Das Wappen von Richen zeigt in einem vierfach geteilten Schild in zwei Vierteln jeweils die oberpfälzischen blau-weißen Rauten bzw. drei goldene Flammen auf rotem Grund. Das Wappen wird von drei Türmen bekrönt.
Die oberpfälzischen Rauten weisen auf den einstigen Pfälzer Besitz in Richen hin. Die Bedeutung der Flammen ist unbekannt. Im 19. Jahrhundert wurde zeitweilig ein nicht bekröntes Wappen verwendet, in dem die Türme die Flammen ersetzten, bei der Gestaltung des heutigen Wappens durch die Archivdirektion im Jahr 1907 wurde jedoch die historische bekrönte Form bevorzugt.

## Sehenswürdigkeiten

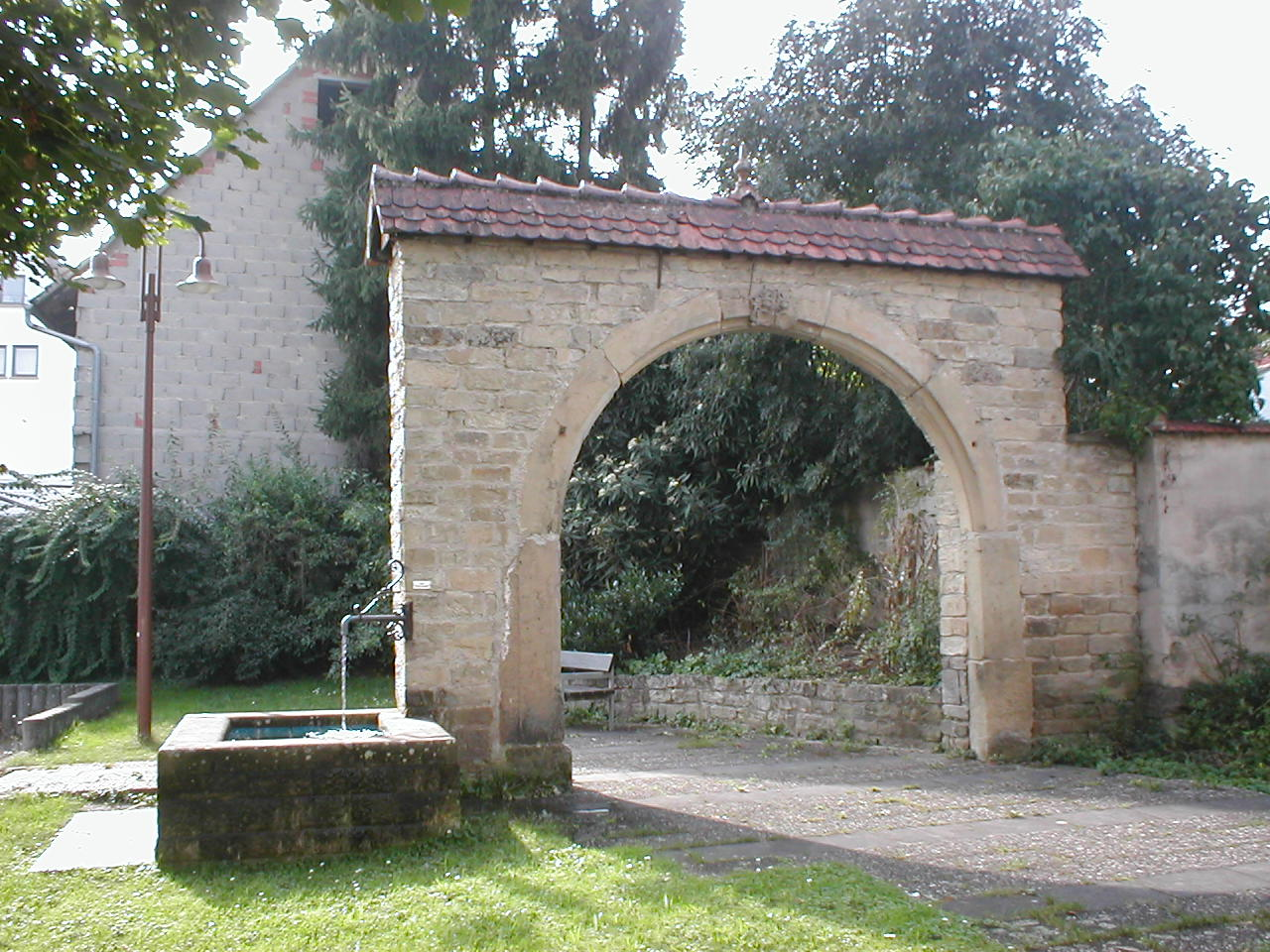
Renaissancetor von 1597

- Die Evangelische Pfarrkirche wurde von 1842 bis 1845 von Michael Bachmann[8] im Stil der Neoromanik erbaut. Sie ersetzte ein noch erhaltenes älteres Kirchengebäude von 1726, das nach dem Bau der neuen Kirche profaniert wurde und seitdem als Scheune genutzt wird.
- Die katholische Pfarrkirche Mariä Geburt wurde 1964/65 am Ortsausgang nach Ittlingen errichtet, nachdem die alte katholische Kirche auf Grund des Zustroms von katholischen Vertriebenen aus Ungarn und der Tschechoslowakei nach dem Zweiten Weltkrieg zu klein geworden war. In der Kirche hat sich ein historischer Taufstein der 1966 abgerissenen alten katholischen Kirche erhalten.

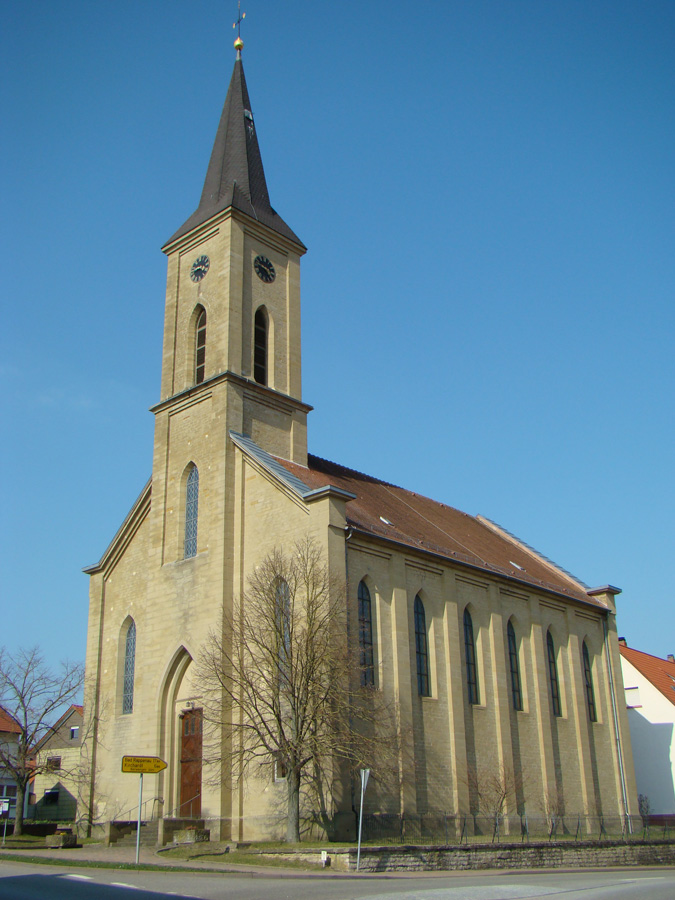
Evangelische Pfarrkirche von 1845
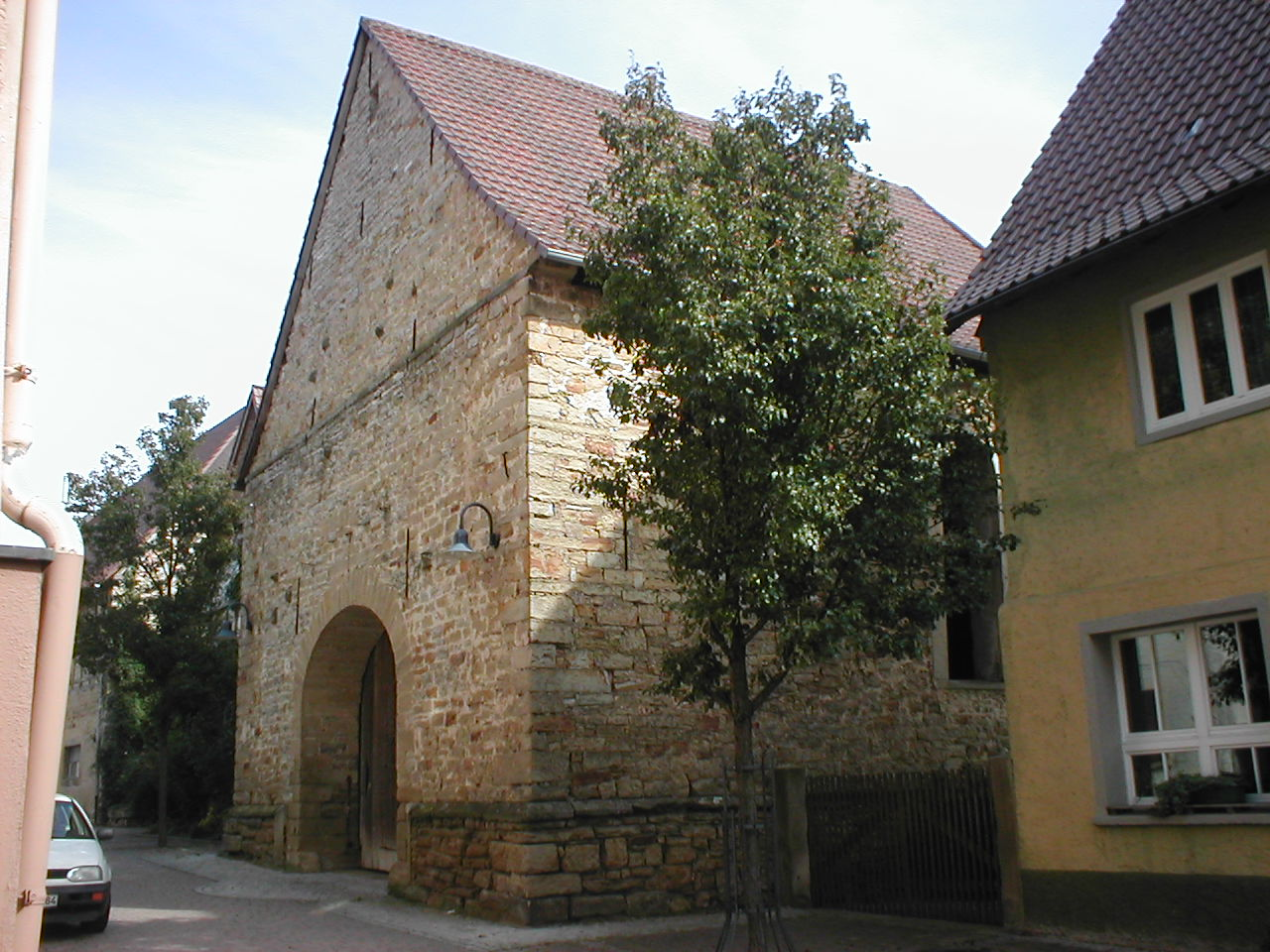
Ehemalige evangelisch-reformierte Kirche von 1726
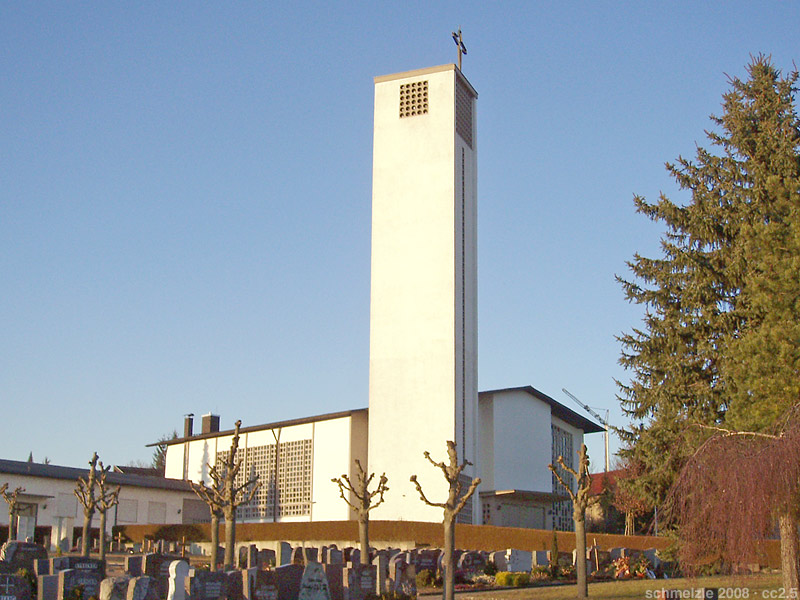
Katholische Pfarrkirche Mariä Geburt

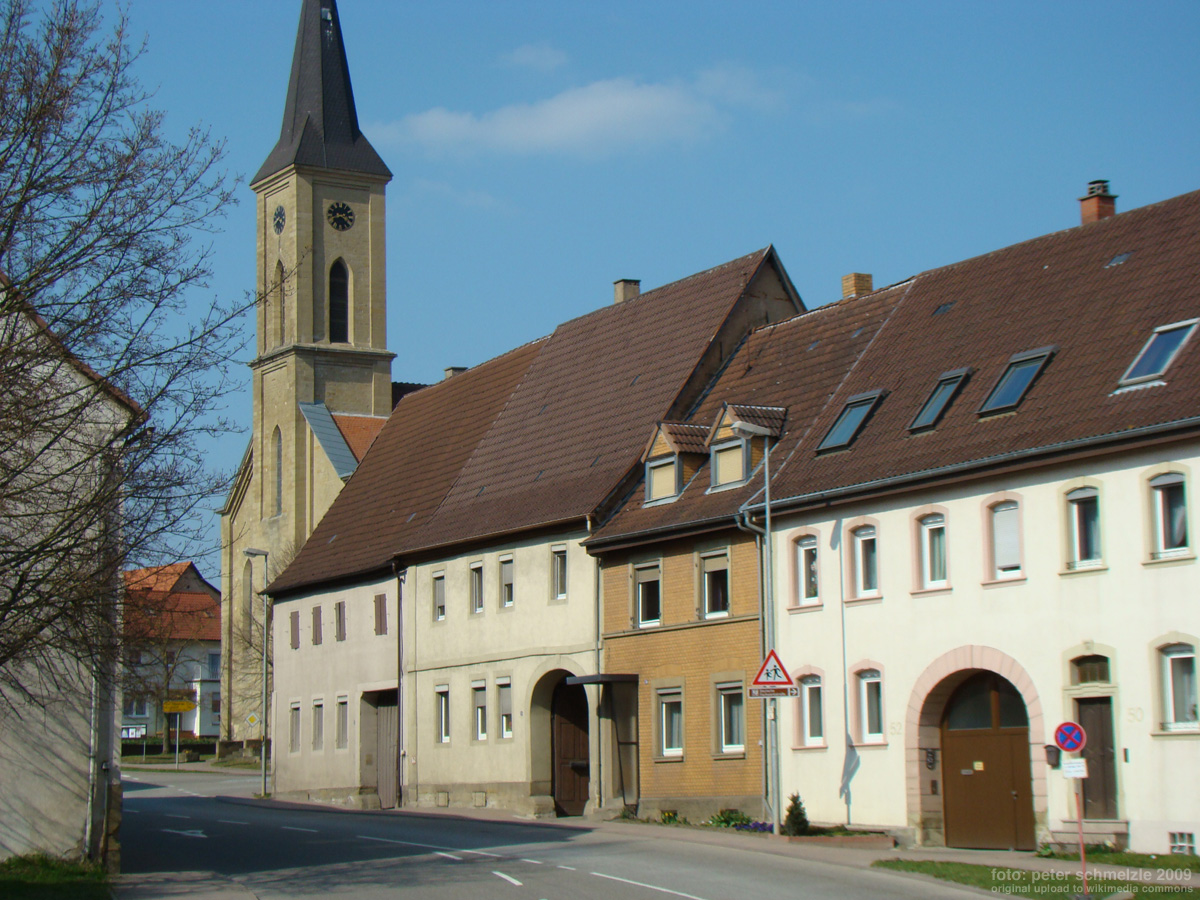
Modellhöfe

- Die Ortsmitte von Richen, in der sich auch das Bauernmuseum Richen befindet, weist zahlreiche historische Fachwerkbauten auf, die teilweise bis ins 16. und 17. Jahrhundert zurückdatieren. Längs der Hauptstraße sind auch einige so genannte Modellhöfe (schemagleiche Gehöfte der ländlichen Besiedelung in Baden) aus dem 18. und 19. Jahrhundert erhalten.
- In der Ortsmitte ist ein Renaissance-Torbogen mit Neippergschem Wappen von 1597 aufgestellt.

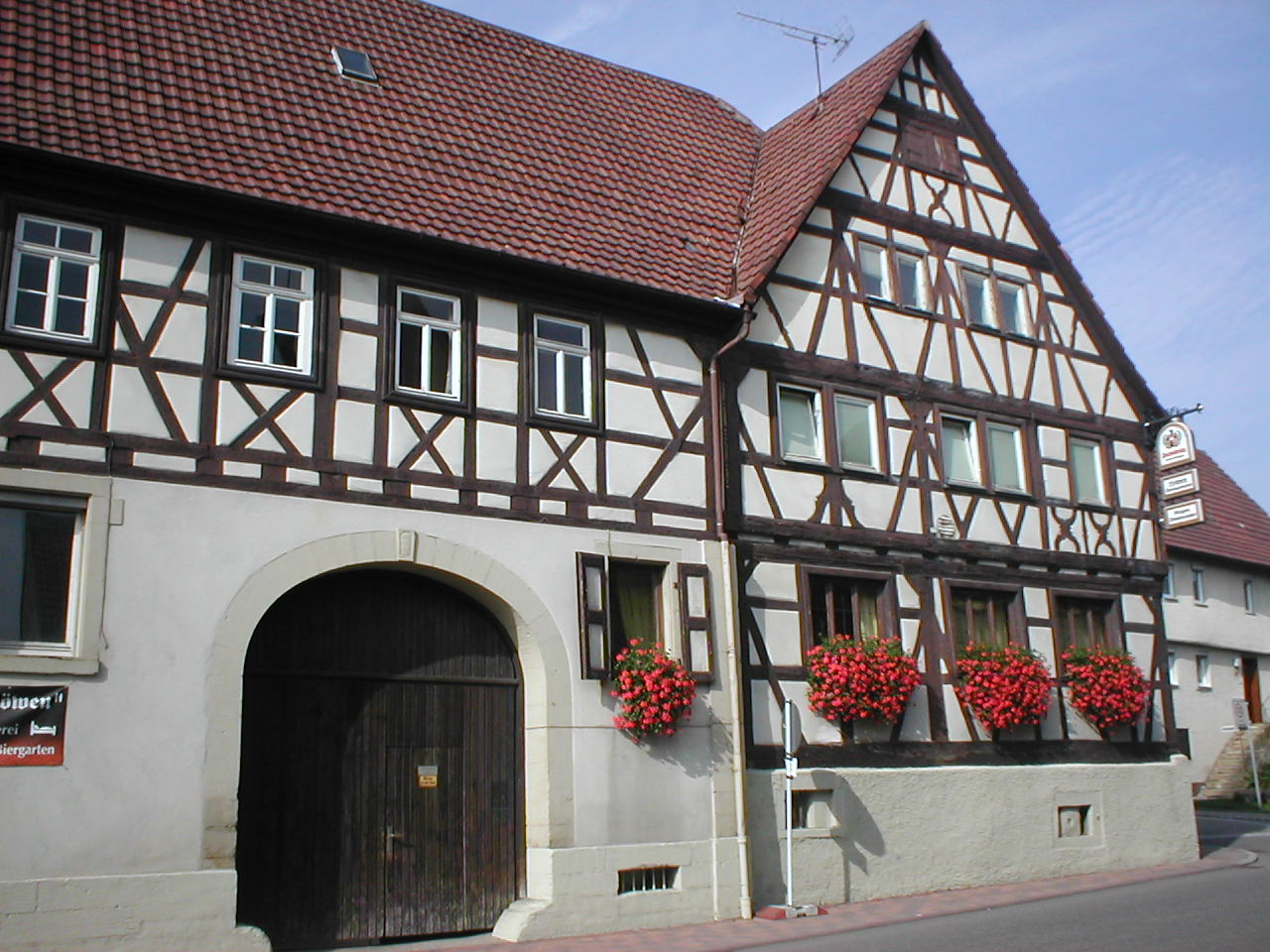
Gasthaus Löwen
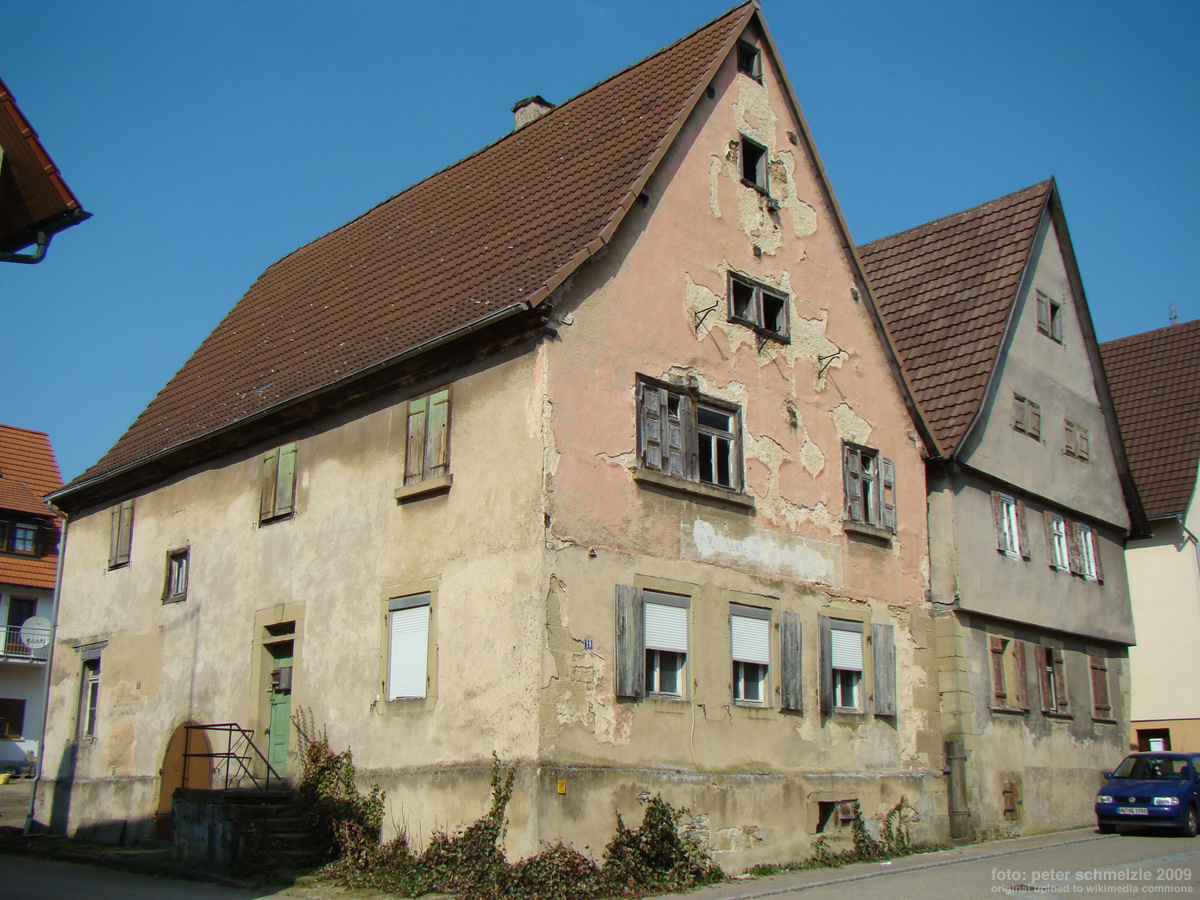
Alte Brauerei und Wirtschaft Schweinfurth
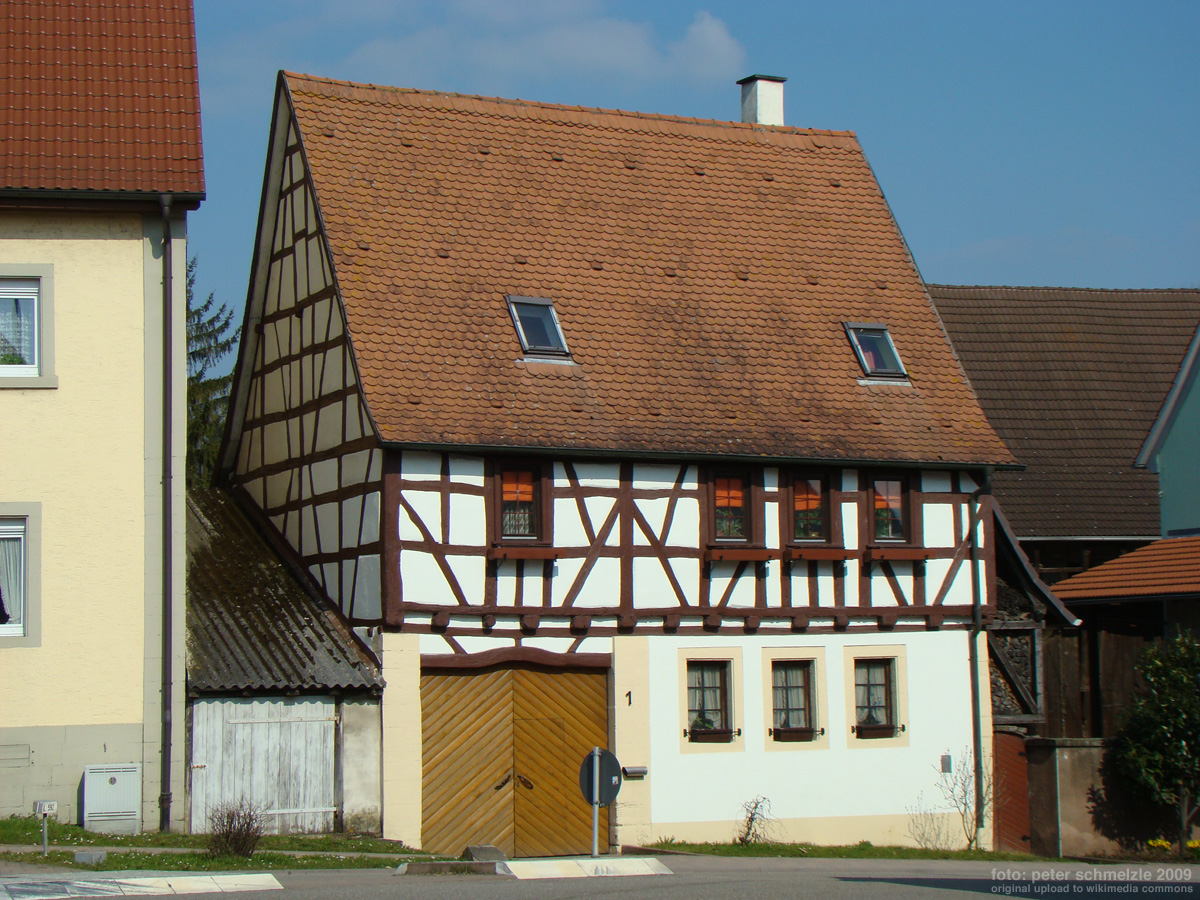
Fachwerkhaus

## Vereinsleben
In Richen existieren etwas mehr als zwanzig Vereine. Der größte ist der Turnerbund 1910 Richen e. V.; die Handballabteilung ist mit 183 aktiven Spielern und 11 Mannschaften (2023) am präsentesten. Der Heimatverein kümmert sich u. a. um die Leitung des Bauernmuseums. Bis zur COVID-19-Pandemie gab es Aufführungen des Richema-Speckmärbles-Theater e. V. im Gasthaus Löwen.

## Persönlichkeiten
- Heinrich Heyd (1849–1913), Lehrer und Lehrervertreter
- Jakob Geiger (1854–1925), Landwirt und Sonnenwirt in Richen, gehörte von 1909 bis 1912 der zweiten Kammer der Badischen Ständeversammlung an
- Wilhelm Hanauer (1866–1940), Arzt und Sozialhygieniker